# Records de Colombie d'athlétisme

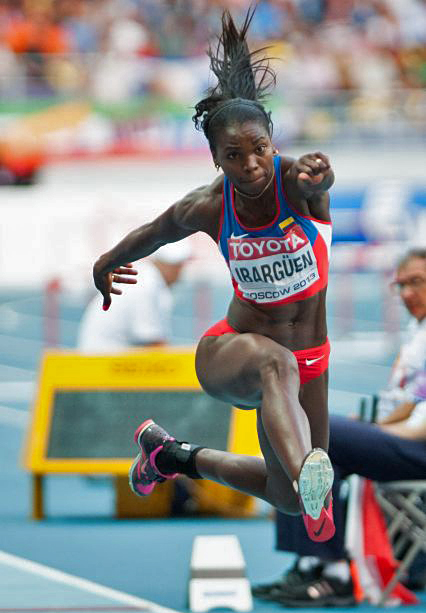
Caterine Ibargüen, championne du monde du triple saut à Moscou

Les records de Colombie d'athlétisme sont les meilleures performances réalisées par des athlètes colombiens et homologuées par la Fédération colombienne d'athlétisme (FECODATLE).

## Plein air

### Hommes
| Épreuve              | Record | Athlète                                                                       | Date              | Compétition                              | Lieu                   | Réf.   |
| -------------------- | --- | ----------------------------------------------------------------------------- | ----------------- | ---------------------------------------- | ---------------------- | ------ |
| 100 m                | 9 s 99 (+ 0,8 m/s) | Ronal Longa                                                                   | 28 juillet 2023   | Championnats d'Amérique du Sud           | São Paulo              |        |
| 200 m                | 20 s 00 (+ 0,3 m/s) | Bernardo Baloyes                                                              | 31 juillet 2018   | Jeux d'Amérique centrale et des Caraïbes | Barranquilla           | [ 1 ]  |
| 400 m                | 43 s 93 (AR) | Anthony Zambrano                                                              | 2 août 2021       | Jeux olympiques                          | Tokyo                  | [ 2 ]  |
| 800 m                | 1 min 44 s 31 | Rafith Rodríguez                                                              | 15 mai 2011       | Grand Prix Caixa Governo do Pará         | Belém                  | [ 3 ]  |
| 1 500 m              | 3 min 41 s 99 | Carlos Sanmartín                                                              | 14 juin 2023      | Memorial José Antonio Cansino            | Castelló de la Plana   |        |
| 3 000 m              | 7 min 50 s 02 | Domingo Tibaduiza                                                             | 10 juillet 1978   |                                          | Francfort              |        |
| 5 000 m              | 13 min 21 s 31 | Gerald Giraldo                                                                | 2 mai 2019        | Payton Jordan Invitational               | Palo Alto              | [ 4 ]  |
| 10 000 m             | 27 min 53 s 02 | Domingo Tibaduiza                                                             | 11 juin 1978      |                                          | Vienne                 |        |
| Semi-marathon        | 1 h 1 min 29 s | Herder Vasquez                                                                | 10 mars 1996      |                                          | Kyoto                  |        |
| Marathon             | 2 h 10 min 51 s | Jeisson Suárez                                                                | 18 avril 2021     | Marathon d'Enschede                      | Enschede               | [ 5 ]  |
| 110 m haies          | 13 s 27 A (+1,6 m/s) | Paulo Villar                                                                  | 28 octobre 2011   | Jeux panaméricains                       | Guadalajara            | [ 6 ]  |
| 400 m haies          | 49 s 90 | Yeison Rivas                                                                  | 19 novembre 2015  |                                          | Medellín               | [ 7 ]  |
| 3 000 m steeple      | 8 min 25 s 66 | Carlos Sanmartín                                                              | 29 juin 2021      |                                          | Castelló de la Plana   |        |
| Saut en hauteur      | 2,33 m A (AR) | Gilmar Mayo                                                                   | 17 octobre 1994   |                                          | Pereira                |        |
| Saut à la perche     | 5,50 m | Walter Viafara                                                                | 21 octobre 2023   |                                          | Cali                   |        |
| Saut en longueur     | 8,20 m (+0,8 m/s) | Arnovis Dalmero                                                               | 5 août 2023       |                                          | Bogota                 |        |
| Triple saut          | 17,09 m (0,0 m/s) | Jhon Murillo                                                                  | 16 août 2016      | Jeux olympiques                          | Rio de Janeiro         | [ 9 ]  |
| Lancer du poids      | 19,53 m A | Edder Moreno                                                                  | 17 novembre 2012  | 19th Colombian Junior Championships      | Santander de Quilichao | [ 10 ] |
| Lancer du disque     | 70,29 m (AR) | Mauricio Ortega                                                               | 22 juillet 2020   | Jornada de Lançamentos                   | Lovelhe                |        |
| Lancer du marteau    | 70,61 m | Fabián Serna                                                                  | 16 mars 2024      |                                          | Cali                   | [ 11 ] |
| Lancer du javelot    | 82,39 m A | Jaime Dayron Márquez                                                          | 10 juillet 2016   |                                          | Medellín               | [ 12 ] |
| Décathlon            | 7 913 pts | José Lemos                                                                    | 30 juillet 2018   | Jeux d'Amérique centrale et des Caraïbes | Barranquilla           | [ 13 ] |
| Décathlon            | 11 s 12 (+2,1 m/s) (100 m), 7,03 m (+0,9 m/s) (longueur), 16,60 m (shot put), 1,87 m (hauteur), 51 s 14 (400 m) / 14 s 58 (+1,9 m/s) (110 m haies), 55,12 m (disque), 4,10 m (perche), 65,80 m (javelot), 4 min 58 s 00 (1 500 m) |                                                                               |                   |                                          |                        |        |
| 20 km marche (route) | 1 h 18 min 53 s | Eider Arévalo                                                                 | 13 août 2017      | Championnats du monde                    | Londres                | [ 14 ] |
| 35 km marche (route) | 2 h 25 min 21 s | Eider Arévalo                                                                 | 24 juillet 2022   | Championnats du monde                    | Eugene                 |        |
| 50 km marche (route) | 3 h 47 min 41 s | James Rendón                                                                  | 14 septembre 2014 |                                          | Valley Cottage         | [ 15 ] |
| 4 × 100 m            | 38 s 97 | Équipe nationale Jhonny Rentería Diego Palomeque Jessi Chará Bernardo Baloyes | 7 juin 2018       | Jeux d'Amérique du Sud                   | Cochabamba             | [ 16 ] |
| 4 × 400 m            | 2 min 59 s 50 | Équipe nationale Jhon Perlaza Diego Palomeque Jhon Solís Anthony Zambrano     | 6 octobre 2019    | Championnats du monde                    | Doha                   | [ 17 ] |

### Femmes
| Épreuve               | Record | Athlète                                                                             | Date                       | Compétition                                                             | Lieu                   | Réf.   |
| --------------------- | --- | ----------------------------------------------------------------------------------- | -------------------------- | ----------------------------------------------------------------------- | ---------------------- | ------ |
| 100 m                 | 11 s 18 (+1,6 m/s) A | Felipa Palacios                                                                     | 19 août 2005               | Jeux bolivariens                                                        | Armenia                | [ 18 ] |
| 200 m                 | 22 s 85 (+1,2 m/s) A | Felipa Palacios                                                                     | 20 août 2005               | Jeux bolivariens                                                        | Armenia                | [ 18 ] |
| 400 m                 | 49 s 64 (AR) | Ximena Restrepo                                                                     | 5 août 1992                | Jeux olympiques                                                         | Barcelone              |        |
| 800 m                 | 1 min 59 s 38 | Rosibel García                                                                      | 16 août 2008               | Jeux olympiques                                                         | Pékin                  | [ 19 ] |
| 1 500 m               | 4 min 06 s 99 | Muriel Coneo                                                                        | 3 juin 2016                | Meeting iberoamericano de Atletismo de Huelva                           | Huelva                 | [ 20 ] |
| 3 000 m               | 9 min 04 s 79 | Muriel Coneo                                                                        | 14 mai 2016                | Championnats ibéro-américains                                           | Rio de Janeiro         | [ 21 ] |
| 5 000 m               | 15 min 26 s 18 | Muriel Coneo                                                                        | 10 août 2017               | Championnats du monde                                                   | Londres                | [ 22 ] |
| 10 000 m              | 32 min 19 s 59 | Carolina Tabares                                                                    | 2 mai 2019                 | Payton Jordan Invitational                                              | Palo Alto              | [ 23 ] |
| Semi-marathon         | 1 h 10 min 30 s | Yolanda Caballero                                                                   | 17 mars 2013               | Semi-marathon de New York                                               | New York               | [ 24 ] |
| Marathon              | 2 h 25 min 35 s | Angie Orjuela                                                                       | 24 septembre 2023          | Marathon de Berlin                                                      | Berlin                 | [ 25 ] |
| 100 m haies           | 12 s 89 (+0,9 m/s) | Brigitte Merlano                                                                    | 17 juillet 2011            | Championnats d'Amérique centrale et des Caraïbes                        | Mayagüez               | ,      |
| 400 m haies           | 54 s 80 | Melissa González                                                                    | 3 juin 2022                | Irena Szewinska Memorial                                                | Bydgoszcz              | [ 28 ] |
| 3 000 m steeple       | 9 min 42 s 71 | Ángela Figueroa                                                                     | 20 mai 2012                | Grande Premio Brasil Caixa de Atletismo                                 | Rio de Janeiro         | [ 29 ] |
| Saut en hauteur       | 1,94 m | María Fernanda Murillo                                                              | 1er mai 2019               | Grand Prix Ximena Restrepo                                              | Medellin               | [ 30 ] |
| Saut à la perche      | 4,30 m | Stefany Castillo                                                                    | 29 mai 2021 7 juillet 2023 | Championnats d'Amérique du Sud Jeux d'Amérique centrale et des Caraïbes | Guayaquil San Salvador | [ 31 ] |
| Saut en longueur      | 6,93 m (+0,8 m/s) | Caterine Ibargüen                                                                   | 9 septembre 2018           | Coupe continentale                                                      | Ostrava                | [ 32 ] |
| Triple saut           | 15,31 m (0,0 m/s) (AR) | Caterine Ibargüen                                                                   | 18 juillet 2014            | Meeting Herculis                                                        | Monaco                 | [ 33 ] |
| Lancer du poids       | 18,03 m | Sandra Lemus                                                                        | 16 mai 2013                | GP Caixa/Sesi de Atletismo                                              | Uberlândia             | [ 34 ] |
| Lancer du disque      | 58,50 m | María Isabel Urrutia                                                                | 26 juin 1992               | Championnats d'Espagne                                                  | Valence                | [ 35 ] |
| Lancer du marteau     | 69,80 m | Johana Moreno                                                                       | 28 mars 2009               | Grand Prix Sudamericano                                                 | Santa Fe               | ,      |
| Lancer du javelot     | 65,47 m (AR) | Flor Ruiz                                                                           | 25 août 2023               | Championnats du monde                                                   | Budapest               |        |
| Heptathlon            | 6 346 pts (AR) | Evelis Aguilar                                                                      | 14 mars 2021               | Campeonato Nacional de Saltos y Pruebas Múltiples                       | Ibagué                 |        |
| Heptathlon            | 13 s 88 (-0,1 m/s) (100 m haies), 1,71 m (hauteur), 14,31 m (poids), 23 s 75 (+1,3 m/s) (200 m) / 6,51 m (+0,1 m/s) (longueur), 43,92 m (javelot), 2 min 13 s 71 (800 m) |                                                                                     |                            |                                                                         |                        |        |
| 20 000 marche (piste) | 1 h 31 min 2 s 3 (AR) | Sandra Arenas                                                                       | 13 juin 2015               | Championnats d'Amérique du Sud                                          | Lima                   | [ 38 ] |
| 20 km marche (route)  | 1 h 28 min 3 s | Sandra Arenas                                                                       | 4 août 2019                | Jeux panaméricains                                                      | Lima                   | [ 39 ] |
| 4 × 100 m             | 43 s 03 A | Équipe nationale Melissa Murillo Felipa Palacios Darlenys Obregón Digna Luz Murillo | 10 juillet 2004            | 16° GP Colombiano de Atletismo                                          | Bogota                 | [ 40 ] |
| 4 × 100 m             | 43 s 03 | Équipe nationale Melissa Murillo Felipa Palacios Darlenys Obregón Norma González    | 12 août 2005               | Championnats du monde                                                   | Helsinki               | [ 41 ] |
| 4 × 400 m             | 3 min 29 s 94 A | Équipe nationale Princesa Oliveros Norma González Evelis Aguilar Jennifer Padilla   | 28 octobre 2011            | Jeux panaméricains                                                      | Guadalajara            | [ 42 ] |

### Mixte
| Discipline | Performance        | Athlète                                                                                    | Compétition     | Lieu                           | Date      | Réf. |
| ---------- | ------------------ | ------------------------------------------------------------------------------------------ | --------------- | ------------------------------ | --------- | ---- |
| 4 × 400 m  | 3 min 14 s 79 (AR) | Équipe nationale Jhon Alejandro Perlaza Lina Esther Licona Anthony Zambrano Evelis Aguilar | 28 juillet 2023 | Championnats d'Amérique du Sud | São Paulo |      |